# خارجيات الأجنحة
خارجيات الأجنحة أو تحت طائفة الحشرات التي تنمو أجنحتها خارجيًا (الاسم العلمي: Exopterygota) من اليونانية (ἔξω = exo = خارجي) + (πτερόν = pteron = جناح) هي فوق رتبة من الحشرات تتبع تحت طائفة الجناحيات من حديثات الأجنحة. وفيها يشبه الصغار البالغين، ولكن بأجنحة نامية خارجية. وهي تخضع لتغير طفيف بين طور ما قبل البلوغ وطور البلوغ، دون المرور بطور العذراء. وتنمو الحوريات (العذارى) تدريجيًا لتبلغ طور البلوغ من خلال عملية الانسلاخ.
الحشرات خارجية الأجنحة هي رتبة فوقية متنوعة جدًا تحتوي على 130,000 نوع على الأقل من الأنواع الحية، مقسمة بين 15 رتبة. وهي تشمل الأرضة والجراد وهدبيات الأجنحة والقمل والحشرات اللاصقة بين العديد من أنواع الحشرات الأخرى.
وتختلف عن داخلية الأجنحة (أو كاملات الانسلاخ) في الطريقة التي تنمو بها أجنحتها. وتنمو أجنحة الحشرات داخلية الأجنحة (وتعني حرفيًا "الأشكال ذات الأجنحة الداخلية") داخل الجسم، وتخضع لاستحالة طويلة بما فيها طور العذراء. أما الحشرات خارجية الجناح ("الأشكال ذات الأجنحة الخارجية") فتنمو أجنحتها خارج الجسم، دون المرور بطور عذراء حقيقي، بالرغم من أن القليل منها يكون له شيء يشبه العذراء (مثل الذبابة البيضاء).
تتميز أيضًا اليوميات (أو ذباب مايو) والرعاشات (اليعسوب وحشرات الرعاش الصغيرة) بنمو تدريجي للأجنحة، وهذه هي خاصية تقارب الأشكال. وتنتمي هاتان الرتبتان بالرغم من ذلك للصُنيف الفرعي شبه العرقي المعروف بـ شبه عرق، والذي لا ينتمي إلى حديثات الأجنحة. وعلى العكس من حديثات الأجنحة، فهي لا يمكنها طي أجنحتها فوق ظهرها في مستوى أفقي، بل في مستوى رأسي فقط (كما تفعل حشرات الرعاش الصغيرة) على كل حال.

## التصنيف
يعتبر نظام المعلومات التصنيفية المتكاملة (ITIS) أي تصنيف فرعي لحديثات الأجنحة خارج نطاق الرتب غير صالح، ولكن يكاد يكون هذا مرفوضًا عالميًا. وفي الآونة الأخيرة، ازداد الجدل حول كيفية تصنيف الحشرات خارجية الأجنحة فرعيًا، وحديثات الأجنحة بشكل عام. وتم إدراك أن بعض خارجية الأجنحة المفترضة قد تكون في الحقيقة حديثات أجنحة أساسية، وهي تُكوّن الرتبة الفوقية شبه العرق، بالضبط كما أن شبه العرق مقبولة الآن ضمن الحشرات المجنحة بشكل عام.
وهذه قائمة كاملة بالرتب الحية والمنقرضة "للحشرات خارجية الأجنحة"، مع بعض التصنيفات الفرعية المقترحة:
الرتب الفوقية لخارجية الأجنحة بالمعنى الدقيق للكلمة
- الكالونيوروديا (منقرض)
- التيتانوبترا (منقرض)
- البروتورثوبترا (منقرض)
- البليكوبترا (ذباب الحجر)
- الإيمبيوبتيرا (ناسجات الشبك)
- السلبوجيات (الحشرات الملاكية)
- جلديات الأجنحة (أبو مقص)
- مستقيمات الأجنحة (الجنادب إلخ.)

الرتب الفوقية المقترحة للديكتيوبتيرا
- الشبحيات
  - شبحيات حقيقية
    - اللاهالاتيات
    - الشبحات
      - الشبحات)
- الصرصوريات (زاحفات الجليد والمجالدات - وضعت هنا مبدئيًا)
- بنات وردان (الصراصير)
- الأرضة (النمل الأبيض)
- السرعوفيات (فرس النبي)

الرتب الفوقية المقترحة للبارنوبتيرا
- سوكوبترا (بوكلايس، باركلايس)
- هدبيات الأجنحة (البعوض)
- فثيرابتيرا (القمل)
- نصفيات الأجنحة (البق الحقيقي)